# ملكة جمال أمريكا 2004
مسابقة ملكة جمال أمريكا 2004، هي مسبقة ملكة جمال أمريكا السابعة والسبعين في تاريخ المسابقة، عقدت في قاعة في أتلانتيك سيتي، نيو جيرسي يوم السبت 20 سبتمبر 2003 تم بث على شبكة أيه بي سي. في نهاية الحدث توجت إيريكا دونلاب كأول ملكة جمال فلوريدا أمريكية من أصل أفريقية في مسابقة ملكة جمال أمريكا لمدة 81 عامًا.

## النتائج

### المراكز النهائية
| النتائج النهائية      | اسم المتنافسة |
| --------------------- | --- |
| ملكة جمال أمريكا 2004 | - فلوريدا - إيريكا دونلاب |
| الوصيفة الأولى        | - هاواي - كانويلاني غيبسون |
| الوصيفة الثانية       | - ويسكونسن - تينا سويرهامر |
| الوصيفة الثالثة       | - ماريلاند - مارينا هاريسون |
| الوصيفة الرابعة       | - كاليفورنيا - نيكول لامارش |
| أفضل 10               | - إنديانا - برين تشابمان - نيو هامبشاير - كانديس جليكمان - أوكلاهوما - كيلي سكوت - رود آيلاند - لوري غراي - فرجينيا - نانسي ريد |
| أفضل 15               | - ألاباما - كاترين كروسبي - جورجيا -أندريا بيلي - ميشيغان - مادونا ايموند - ميزوري - امبير إثيريدج - نيو جيرسي - جنيفر فاريل    |